# Riccione
Riccione [ričóne] je město a rozsáhlé přímořské letovisko v Itálii na území regionu Emilia-Romagna v provincii Rimini. Leží přesně na 44. rovnoběžce. Nachází se u pobřeží Jaderského moře, asi 10 km jihovýchodně od Rimini (jehož je de facto předměstím a na něž přímo navazuje svým zastavěným územím) a asi 317 km severně od Říma. V březnu roku 2025 zde žilo 34 364 obyvatel.
Jihozápadně od Riccione prochází dálnice A14, přímo městem prochází státní silnice SS16 a železniční trať.  Do moře zde ústí říčka Rio Melo, v jejímž ústí se nachází přístav. Nachází se zde kostel Panny Marie Nejobdivuhodnější, kostel svatého Martina, kostel svatých Andělů Strážných, kostel svatého Vavřince, kostel svatého Františka a kostel Panny Marie Hvězdy moří.